# 哈里森海峽
65°53′S 65°11′W / 65.883°S 65.183°W
哈里森海峽是南極洲的海峽，位於葛拉漢地的葛拉漢海岸，西面是拉魯伊島和塔德波爾島，東面是延基韋群島，以英國的鐘表學家命名。